# روبرتو بورل ماركس
كان روبرتو بورل ماركس (بالبرتغالية: Roberto Burle Marx‏) (من 4 أغسطس 1909 إلى 4 يونيو 1994) مهندسًا معماريًا للمناظر الطبيعية في البرازيل (بالإضافة إلى رسام وصانع مطبوعات وعالم بيئي وطبيعي وفنان وموسيقي) جعلته تصاميم الحدائق والحدائق مشهورة عالميًا. وهو معتمد مع تقديمه هندسة المناظر الطبيعية الحداثة إلى البرازيل. كان معروفا كفنان الطبيعة الحديثة ومصمم الفضاء الحضرية العامة. كان لعمله تأثير كبير على تصميم الحدائق الاستوائية في القرن العشرين. كانت الحدائق المائية موضوعًا شائعًا في عمله. لقد كان قادرًا على نقل التعبيرات الفنية التقليدية مثل تصميم الرسوم والنسيج والفن الشعبي إلى تصميماته الطبيعية. كما صمم الأقمشة والمجوهرات ومجموعات المسرح.
كان من أوائل الأشخاص الذين طالبوا بصيانة الغابات المطيرة في البرازيل. أكثر من 50 نبات تحمل اسمه. قام بتجميع مجموعة كبيرة من النباتات في منزله، بما في ذلك أكثر من 500 فيلودندرون.

## حياة سابقة
ولد روبرتو بورل ماركس في ساو باولو. كان الابن الرابع لريبيكا سيسيليا بورل، وهو عضو في عائلة بيرنامبوكو التقليدية من أصل فرنسي، بورل دوبو،  ويلهيلم ماركس، يهودي ألماني من مواليد شتوتغارت ونشأ في ترير. انتقلت العائلة إلى ريو دي جانيرو في عام 1913.
جاءت أول إلهام لتزيين الحدائق في بورل ماركس أثناء دراسته للرسم في ألمانيا، حيث غالبًا ما زار الحديقة النباتية في برلين وتعلم لأول مرة عن النباتات البرازيلية الأصلية. عند عودته إلى البرازيل في عام 1930، بدأ في جمع النباتات في منزله وحوله. ذهب إلى المدرسة في المدرسة الوطنية للفنون الجميلة في ريو في عام 1930 حيث ركز على الفنون البصرية تحت قيادة ليو بوتز وكانديدو بورتيناري. أثناء وجوده في المدرسة، ارتبط مع العديد من قادة البرازيل في المستقبل في الهندسة المعمارية وعلماء النبات الذين استمروا في التأثير بشكل كبير في حياته الشخصية والمهنية. كان واحدا من هؤلاء أستاذه، الحداث البرازيلي لوسيو كوستا، المهندس المعماري والمخطط الذي عاش في الشارع من بورل.

## مهنة

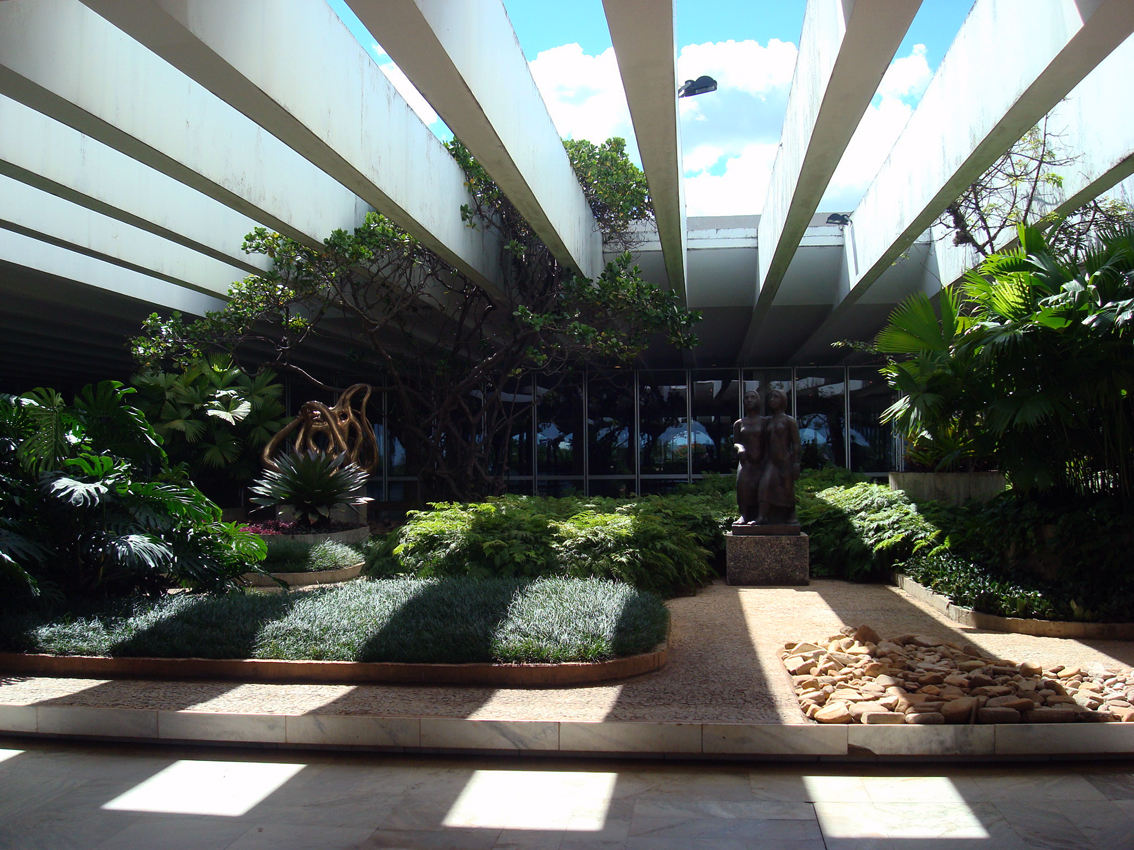
قصر إيتاماراتي ، مقر وزارة العلاقات الخارجية في برازيليا

في عام 1932، صمم Burle Marx أول منظر طبيعي له لإقامة خاصة من قبل المهندسين المعماريين Lucio Costa و Gregori Warchavchik . كان هذا المشروع، وهو منزل شوارتز، بداية للتعاون مع كوستا الذي تم إثراءه في وقت لاحق من قبل أوسكار نيمير الذي صمم الجناح البرازيلي في معرض نيويورك العالمي عام 1939. صمم نيماير أيضًا مجمع بامبولها في عام 1942 الذي صمم ماركس حدائق له. تم الانتهاء من تصميم أول حديقة له في عام 1933. في عام 1937، اكتسب Burle Marx اعترافًا وإعجابًا عالميًا بهذا التصميم التجريدي لحديقة على السطح لمبنى وزارة التعليم. أبرز التصميم عناصر التوتر والدراما.
في عام 1949، استحوذ على Sítio de Santo Antonio da Bica ، وهو عقار مساحته 365,000 متر مربع في حي Barra de Guaratiba في ضواحي ريو دي جانيرو. بدأ بورل ماركس القيام برحلات استكشافية إلى الغابات المطيرة البرازيلية مع علماء النبات ومهندسي المناظر الطبيعية والمهندسين المعماريين وغيرهم من الباحثين لجمع عينات النباتات. لقد تعلم ممارسة دراسة النباتات في الموقع من عالم النبات Henrique Lahmeyer de Mello Barreto وأنشأ مجموعته الخاصة بالحديقة والحضانة والنباتات الاستوائية في Guaratiba. تم التبرع بهذا العقار للحكومة البرازيلية في عام 1985 وأصبح نصبًا تذكاريًا وطنيًا. تُسمى الآن Sítio Roberto Burle Marx ، تحت إشراف IPHAN-Instituto do Patrimônio Histórico e Artístico Nacional / Ministério da Cultura ، وتضم أكثر من 3500 نوع من النباتات. أعيد بناء المنزل في وادي في موقع منزل حديقة مملوكة لمزرعة المزرعة الأصلية.
أسس روبرتو بورل ماركس استوديوًا للمناظر الطبيعية في عام 1955، وفي نفس العام أسس شركة للمناظر الطبيعية، أطلق عليها اسم بورل ماركس و Cia. LTDA. افتتح مكتبًا في كراكاس بفنزويلا عام 1956 وبدأ العمل مع المهندسين المعماريين خوسيه تاباكو وهارويوشي أونو في عام 1968. عمل ماركس في لجان شاملة للبرازيل والأرجنتين وشيلي والعديد من دول أمريكا الجنوبية وفرنسا وجنوب إفريقيا وواشنطن العاصمة ولوس أنجلوس. بالإضافة إلى ذلك، يمكن العثور على أعماله الفنية المعروضة في جميع أنحاء مدينة ريو دي جانيرو «إنه متحف مفتوح في الهواء الطلق يعرض أسلوبه الذي لا لبس فيه، أحدهما بالكامل» (Montero 2001 p.   29). انتهت مهنة روبرتو بورل ماركس البالغة من العمر 62 عامًا عندما توفي في 4 يونيو 1994 قبل شهرين من عيد ميلاده الخامس والثمانين.
قضى بعض الوقت في الغابات البرازيلية حيث كان قادرًا على الدراسة والاستكشاف. كان بورل ماركس من أوائل البرازيليين الذين تحدثوا ضد إزالة الغابات. وقد مكنه ذلك من إضافة العلوم النباتية بشكل كبير، من خلال اكتشاف صخور ونباتات جديدة على سبيل المثال. ما لا يقل عن 50 نبات تحمل اسمه. شارك ماركس أيضًا في الجهود المبذولة لحماية وحفظ الغابات المطيرة من الأنشطة التجارية المدمرة لإزالة الغابات من أجل الموز وغيرها من المحاصيل وقطع الأخشاب بشكل واضح.

## قلم المدقة

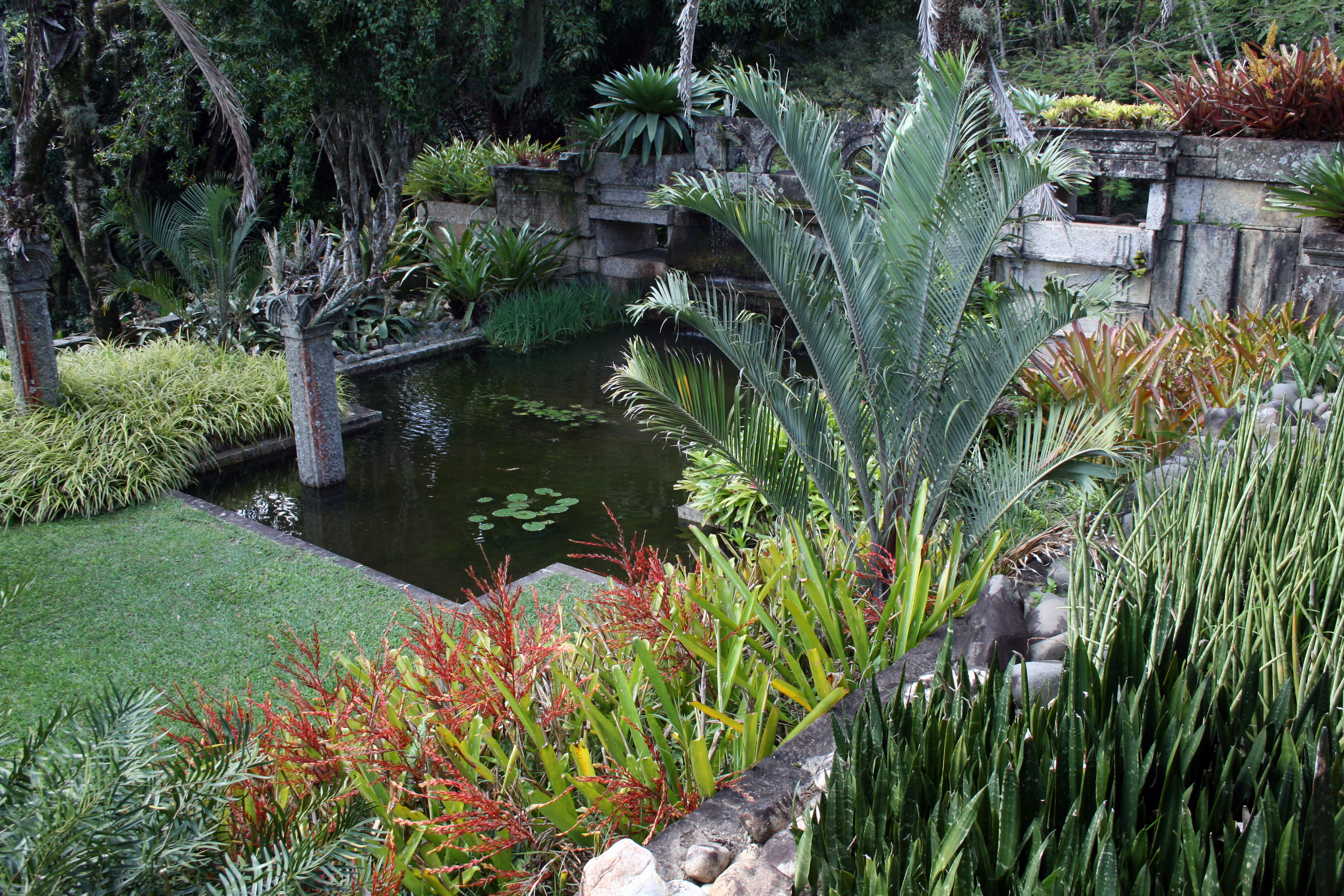
مزرعة وحدائق كنيسة في بارا دي جوارتيبا حيث توفي بيرل ماركس في عام 1994

وكان أسلوبه الفني بورل ماركس الطليعية والحديثة. الكثير من عمله لديه شعور الخلود والكمال. لقد اكتشف جمالية مناهضة للتقليد وتشكّك تطورت من الحداثة بأسلوب برازيلي متميز. تأثرت تصميماته أيضًا بالتكعيبية والتجريدية. تأثير قوي آخر كان الفن الشعبي البرازيلي.
كانت جمالياته غالبًا ما تستند إلى الطبيعة، على سبيل المثال، لم تخلط أبدًا بين ألوان الزهور، واستفادت من مجموعات كبيرة من نفس العينة، واستخدمت النباتات الأصلية وصنعت حقلًا صخريًا في حديقة مريحة. لقد كان مهتمًا جدًا بشخصية كل مصنع وما هو التأثير على الحديقة بأكملها. سعى إلى عمق تصميماته من خلال فهم كيفية تفاعل الحيوانات مع النباتات وكيف ازدهرت، من بين الخصائص النباتية الأخرى.   كان لدى بورل ماركس مهارة كبيرة في استخدام الشكل النحتي للنباتات. كان بورل ماركس مدركًا لديناميكية المشي عبر الحديقة. الإحساس بالتنقل هو عنصر مهم في تجربة مناظره الطبيعية. لقد استخدم أيضًا المقياس الهائل والإضاءة والانعكاس في استخدامه للمياه. كان بورل ماركس قادرًا على توسيع هندسة المباني في الحديقة. لقد فضل العمل في الأماكن العامة لأنهم، حسب كلماته، قادرون على توفير كرامة للجماهير.
يمكن تلخيص عمل ماركس في أربعة مفاهيم تصميم عامة - استخدام الغطاء النباتي الاستوائي الأصلي كعنصر هيكلي في التصميم، وتمزق الأنماط المتماثلة في تصور المساحات المفتوحة، والمعالجة الملونة للأرصفة، واستخدام الأشكال المجانية في ميزات المياه "(Vaccarino 2000، ص.   17). يتجلى هذا النهج في منتزه شاطئ كوباكابانا، حيث تظهر أشجار النخيل وأشجار النخيل الأصلية في تجمعات على طول شارع أفينيو أتلانتيكا. هذه المجموعات تتقاطع مع الفسيفساء الحجرية البرتغالية التي تشكل لوحة تجريدية عملاقة حيث لا يوجد قسم على طول المنتزه هو نفسه. يتم عرض هذه "اللوحة" من شرفات الفنادق، وتوفر رؤية دائمة التغير لأولئك الذين يقودون على طول الشاطئ. تواصل الفسيفساء كامل مسافة اثنين ونصف ميل من الشاطئ. إن ميزة المياه، في هذه الحالة، هي بطبيعة الحال المحيط والشاطئ، الذي تحده مسيرة فسيفساء على نمط الإسكالوب المستمر بعرض 30 قدمًا (Eliovson 1991؛ Montero 2001). يعتبر شاطئ كوباكابانا "الأكثر شهرة في البرازيل" (Eliovson 1991 p.   103).

## جوائز
حصل روبرتو بورل ماركس على الجوائز التالية، ودبلومات الجدارة والعضوية الفخرية: جائزة هندسة المناظر الطبيعية في المعرض الدولي الثاني للهندسة المعمارية (1953)، لقب فارس وسام التاج من بلجيكا (1959)، ودبلوم الشرف في باريس (1959)، وسام سانتوس دومونت من الحكومة البرازيلية (1963)، وميدالية الفنون الجميلة للمعهد الأمريكي للمهندسين المعماريين في واشنطن (1965)، ودكتور في الكلية الملكية للفنون، لندن (1982) ودكتوراه فخرية من ملكة هولندا. منحته حديقة Missouri Botanical Garden جائزة Greensfelder ، وأعلنت حديقة Kentucky Botanic Garden في 14 أكتوبر 1985 على شرفه (Eliovson 1991).

## أعمال

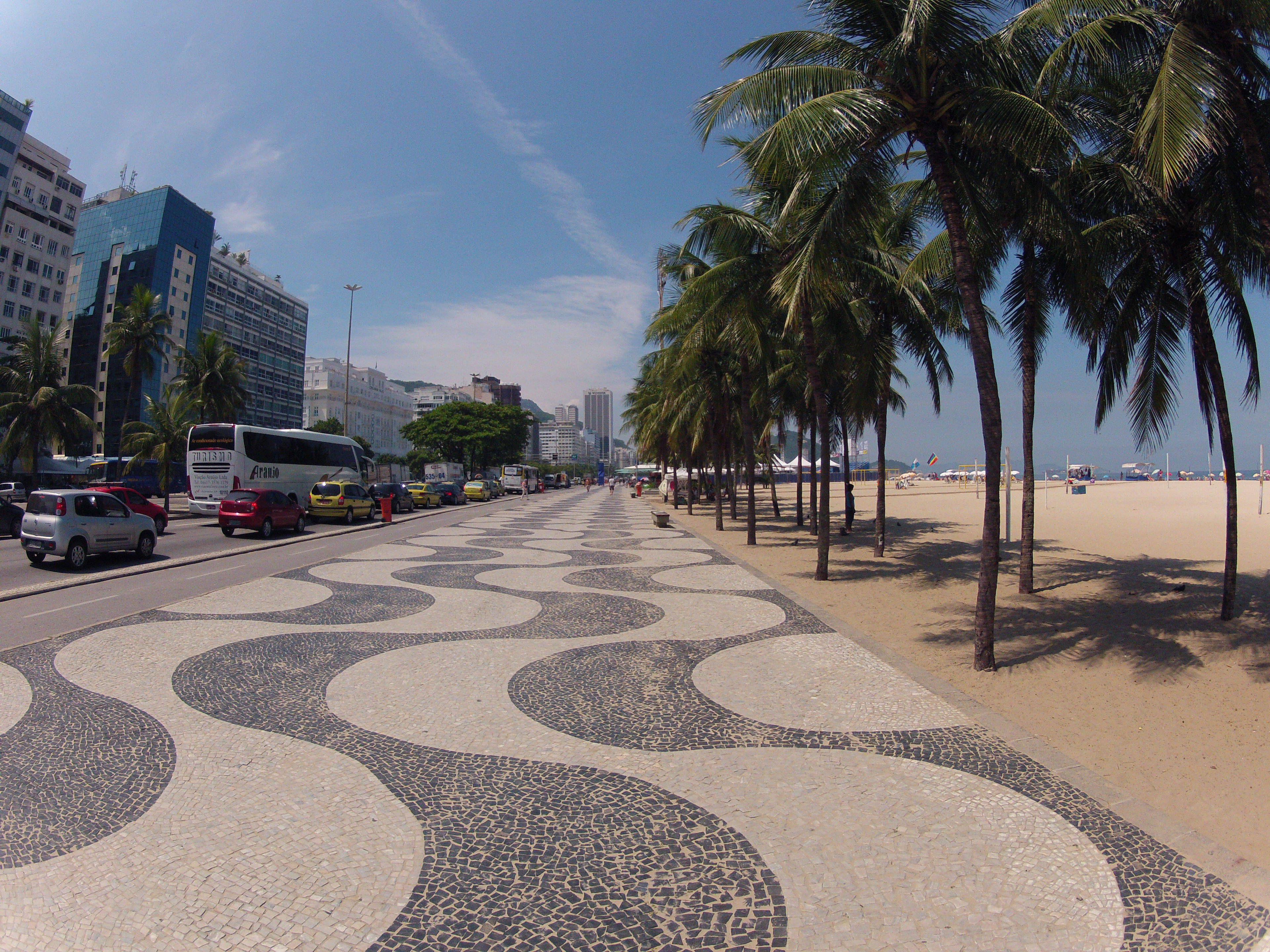
شاطئ كوباكابانا

- تصميم المناظر الطبيعية لبعض الحدائق في المباني العامة في برازيليا

- وزارة الجيش - حديقة مائية والاستخدام الممتاز للأشكال الخرسانية.
- مبنى الشؤون الخارجية
- وزارة التربية والتعليم
- قصر إيتاماراتي - مقر وزارة العلاقات الخارجية

- منتزه كوباكابانا - رصف المناظر الطبيعية، على نطاق واسع (4   كم طوله) الفسيفساء التي أنجزت في عام 1970 على شاطئ ريو دي جانيرو الشهير. (متأثر بالرصيف البرتغالي)
- إينهوتيم، برومادينهو
- Ibirapuera Park ، ساو باولو، 1954
- حديقة فلامنجو - حديقة عامة كبيرة في ريو دي جانيرو مبنية على مدافن النفايات
- لا رينكونادا ميدان سباق الخيل، كاراكاس، فنزويلا
- باركي ديل إستي، كاراكاس، فنزويلا
- لا لاغونيتا كونتري كلوب، كاراكاس، فنزويلا
- بامبولها، بيلو هوريزونتي
- شلال حديقة، حدائق Longwood ، ولاية بنسلفانيا
- Biscayne Boulevard ، ميامي، فلوريدا (اكتمل بعد وفاته)
- حدائق ماراكايبو النباتية، ماراكايبو، فنزويلا
- ساحة بيرو، بوينس آيرس، الأرجنتين (هدم)
- حديقة مركز مدينة كوالالمبور (KLCC)، كوالالمبور، ماليزيا
- ساحة كاسا فورتي (براكا دي كاسا فورتي)، ريسيفي، بيرنامبوكو-البرازيل
- Cascata Farm، Araras-Brazil

## المعارض
- 1948-52 - الرسم نحو الهندسة المعمارية ، مجموعة Miller Company للفن التجريدي، عدة أماكن، الولايات المتحدة الأمريكية.[10]
- 1949 - من لو كوربوزييه إلى أوسكار نيماير: سافوي هاوس - تريمين هاوس 1949 ، متحف الفن الحديث، نيويورك [11]
- 1991 - روبرتو بيرل ماركس: الفن غير الطبيعي للحديقة ، متحف الفن الحديث، نيويورك [12]
- 2016 - روبرتو بيرل ماركس: الحداثة البرازيلية ، المتحف اليهودي، نيويورك.[13]

## روابط خارجية
- Roberto Burle Marx، Encyclopædia Britannica، مؤرشف من الأصل في 2006-03-22 .
- Burle Marx & Cia. Ltda، BR، مؤرشف من الأصل في 2006-01-13 Burle Marx & Cia. Ltda، BR، مؤرشف من الأصل في 2006-01-13 .
- Sítio Burle Marx (بالبرتغالية), BR: IPHAN, Archived from the original on 2007-06-22 .   [ رابط ميت ][ رابط ميت ]
- Sítio Roberto Burle Marx، BR: Maria Brazil . صفحة الدليل السياحي مع العديد من الصور.
- Roberto Burle Marx، Land Living، مؤرشف من الأصل في 2006-05-11 .